# Carangoides
Carangoides là một chi cá trong họ Cá khế, chi cá này có nhiều loài có giá trị kinh tế.

## Các loài
- Carangoides armatus (Rüppell, 1830)
- Carangoides bajad (Forsskål, 1775)
- Carangoides bartholomaei (G. Cuvier, 1833)
- Carangoides chrysophrys (G. Cuvier, 1833)
- Carangoides ciliarius (Rüppell, 1830)
- Carangoides coeruleopinnatus (Rüppell, 1830)
- Carangoides dinema Bleeker, 1851
- Carangoides equula (Temminck & Schlegel, 1844)
- Carangoides ferdau (Forsskål, 1775): Cá khế chấm vàng[1]
- Carangoides fulvoguttatus (Forsskål, 1775)
- Carangoides. gymnostethus (G. Cuvier, 1833)

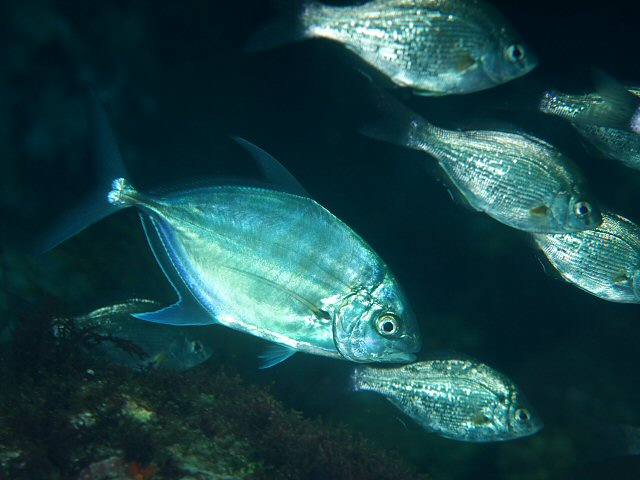
Blue trevally, C. ferdau

- Carangoides hedlandensis (Whitley, 1934)
- Carangoides humerosus (McCulloch, 1915)
- Carangoides malabaricus (Bloch & Schneider, 1801): Cá khế mõm ngắn[1]
- Carangoides oblongus (G. Cuvier, 1833)
- Carangoides orthogrammus (D. S. Jordan & C. H. Gilbert, 1882)
- Carangoides otrynter (D. S. Jordan & C. H. Gilbert, 1883)
- Carangoides plagiotaenia Bleeker, 1857
- Carangoides praeustus (Anonymous [ E. T. Bennett ], 1830)
- Carangoides talamparoides Bleeker, 1852